# باردی
باردی (به ایتالیایی: Bardi) یک کومونه در ایتالیا است که در استان پارما واقع شده‌است.

## خصوصیات
باردی ۱۹۰٫۱ کیلومترمربع مساحت و ۲٬۳۵۵ نفر جمعیت دارد و ۶۲۵ متر بالاتر از سطح دریا واقع شده‌است.